# O Lobo Atrás da Porta
O Lobo Atrás da Porta é um filme de suspense e drama brasileiro de 2014, escrito e dirigido por Fernando Coimbra. O filme é largamente inspirado no caso criminoso da Fera da Penha, no qual uma mulher (Neyde Maria Maia Lopes) assassinou uma garota de quatro anos após um envolvimento extraconjugal com o pai da menina. É protagonizado por Leandra Leal, Milhem Cortaz, Fabiula Nascimento e Isabelle Ribas.
O Lobo Atrás da Porta estreou mundialmente no Toronto International Film Festival em 11 de setembro de 2013. Em outubro de 2013, o filme foi apresentado no Festival do Rio na seção principal, onde ganhou o Troféu Redentor de melhor filme e melhor atriz (Leandra Leal). Ainda em 2013, recebeu o prêmio Horizontes Latinos na 61ª edição do Festival Internacional de Cinema de San Sebatián, na Espanha. O filme foi lançado no Brasil em 5 de junho de 2014 pela Imagem Filmes. Recebeu críticas muito positivas dos críticos e obteve uma renda de R$ 346.178,94 durante sua exibição nos cinemas.
O filme recebeu um grande número de prêmios e indicações, em particular pelo papel de Leandra Leal, incluindo o Grande Otelo de Melhor Atriz, o Prêmio Fênix de melhor atuação feminina, o Prêmio Guarani de melhor atriz, além de ter sido indicada ao Prêmio Platino de Melhor Atriz. A atuação do elenco, em geral, também foi muito elogiada pela crítica. Em novembro de 2015 o filme entrou na lista feita pela Associação Brasileira de Críticos de Cinema (Abraccine) dos 100 melhores filmes brasileiros de todos os tempos.

## Sinopse
O desaparecimento de uma criança, Clara (Isabelle Ribas), faz seus pais, Bernardo (Milhem Cortaz) e Sylvia (Fabiula Nascimento), irem até a  delegacia. O caso fica a cargo do delegado (Juliano Cazarré), que resolve interrogá-los separadamente. Logo descobre-se que Bernardo mantinha uma amante, Rosa (Leandra Leal), que é então levada à delegacia para averiguações. Ao ouvir os depoimentos, o delegado descobre uma série de inconsistências nas histórias contadas pelos três suspeitos.

## Elenco
- Leandra Leal como Rosa
- Milhem Cortaz como Bernardo
- Fabiula Nascimento como Sylvia
- Isabelle Ribas como Clara
- Juliano Cazarré como Delegado
- Thalita Carauta como Bete
- Paulo Tiefenthaler como Wander
- Karine Teles como Professora Arlete
- Tamara Taxman como mãe de Rosa
- Emiliano Queiroz como pai de Rosa
- Gustavo Novaes como Dr. Linhares
- Antônio Saboia como Inspetor

## Produção
O projeto do filme começou a ser idealizado pelo diretor, Fernando Coimbra, muito tempo antes de se concretizar, quando ele ainda estava na faculdade de cinema. Quase vinte anos após ser idealizado, o filme começou a ser produzido. Segundo o cineasta, a ideia era retratar a história do caso da Fera da Penha de maneira menos sensacionalista. Esse é o primeiro longa-metragem de Coimbra, que já havia consolidado uma carreira dirigindo curtas-metragens.
A escolha do elenco principal se deu pelo próprio diretor do filme. Os protagonistas, Leandra Leal e Milhem Cortaz, já eram conhecidos pelo cineasta há bastante tempo, porém nunca haviam trabalhados juntos. Já Fabiula Nascimento era conhecida por Coimbra pelos seus trabalhos. Segundo o diretor, os três aceitaram participar do projeto logo de cara por conta do roteiro, que chamou muita atenção dos atores.
O filme teve orçamento estimado em R$ 1,5 milhão — considerado um projeto de baixo orçamento. O roteiro do filme adota uma lógica de mostrar vários pontos de vista de um mesmo acontecimento, o que instiga ainda mais o suspense e oferece maior agilidade ao roteiro. A montagem do filme foi feita por Karen Akerman.

## Lançamento
O Lobo Atrás da Porta foi amplamente distribuído por festivais de cinema por todo o mundo. Sua estreia mundial foi no Toronto International Film Festival (TIFF) em 11 de setembro de 2013. Em 30 de setembro de 2013, esteve em exibição na Suíça durante o Zurich Film Festival. Em outubro de 2013, foi exibido na mostra Première Brasil do Festival do Rio, onde ganhou o prêmio de melhor filme. Na Espanha, esteve na mostra principal da  61ª edição do Festival Internacional de Cinema de San Sebatián, onde também foi premiado. Foi exibido também no Festival de Cinema Brasileiro de Paris em 2014. Neste ano também foi exibido em dois grandes festivais dos Estados Unidos, o Seattle International Film Festival e o Minneapolis-St. Paul International Film Festival.
No Brasil, a estreia comercial se deu a partir de 5 de junho de 2014 com distribuição da Imagem Filmes. O filme vendido comercialmente para mais de 20 países, sendo exibido em cinema de países como Coreia do Sul, Países Baixos, Espanha, China e Portugal.

## Recepção

### Bilheteria
Apesar de ter sido um sucesso de crítica, o filme não alcançou altos índices comerciais. Segundo dados da Ancine, O Lobo Atrás da Porta registrou um público total de 26.710 espectadores. Ao todo, a receita gerada pelo filme foi de R$ 346.178,94.

### Crítica
O filme foi amplamente aclamado pela crítica especializada que elogiaram a direção, o roteiro e as performances do elenco. No site agregador de resenha AdoroCinema, o filme possui uma média de 4,2 de 5 estrelas com base em 286 notas e 26 críticas. Em sua crítica ao Almanaque Virtual, Emmanuella Oliveira, escreveu: "Quem naquele tão tenso âmbito policial, onde é suprema a atuação de Juliano Cazarré, tem a posse da verdade durante o procedimento de investigação? Enredado na teia de depoimentos tão bem estruturada, o espectador sente-se impossibilitado de desvencilhar-se."
Thiago Siqueira, do site Cinema com Rapadura, deu ao filme a avaliação máxima, escrevendo: "Com claras influências de “Rashomon” (1950), de Akira Kurosawa, no desenrolar de sua narrativa, a obra apresenta múltiplos pontos de vista para os mesmos fatos, em um crescendo que prende o espectador e deixa a audiência em um estado de desconfiança permanente em relação aos personagens/narradores." Daniel Schenker, do jornal O Globo, deu destaque para a performance de Leandra Leal, mas também pontuou o desempenho do restante do elenco: "Leandra Leal está excelente, transmitindo plenamente as nuances de Rosa. Não brilha sozinha. Cabe chamar atenção para a admirável espontaneidade conquistada pelos atores, em especial Fabíula Nascimento, Milhem Cortaz, Juliano Cazarré, Karine Teles e Thalita Carauta."
Do Screen International, Mark Adams também avaliou o filme positivamente, escrevendo: "Um empolgante e desafiador suspense dramático. O filme impressionante de Fernando Coimbra deve ser o favorito dos festivais [...] A revelação é a grande entrega e a atuação magnificamente emotiva de Leandra Leal." Mariana Peixoto, do Estado de Minas, disse: "[...] é a dúbia Rosa, de Leandra Leal, quem mais brilha na tela grande. Uma cena resume o esforço da atriz (premiada pelo papel no Festival do Rio) quando ela, maltratada e abandonada pelo amante, fica sentada numa mesa. [...] É diante de cenas assim que O Lobo Atrás da Porta vai além do mero suspense bem-acabado."
Já o crítico Jay Weissberg, da Variety, avaliou o filme negativamente: "O uso ambicioso demais de uma complexa estrutura narrativa é desajeitado, e pior de tudo, a criança é praticamente esquecida entre os flashbacks [...] O filme ganha fôlego e mostra energia à medida que a história avança, mas não consegue tirar a impressão de ser um bom telefilme."

## Prêmios e indicações
O filme recebeu inúmeras indicações a prêmios nacionais e internacionais de cinema. A performance de Leandra Leal foi bastante elogiada e premiada. Thalita Carauta, mesmo com pouco tempo de tela, também gerou impacto. No Festival Internacional de Cinema de San Sebatián, o filme foi premiado na categoria Horizontes Latinos. No Festival do Rio, o filme recebeu o Troféu Redentor em duas categorias, incluindo melhor filme e melhor atriz para Leandra Leal. 
Recebeu os prêmios de melhor filme no Festival Internacional do Novo Cinema Latino-Americano de Havana e também no Guadalajara International Film Festival. Fernando Coimbra venceu o prêmio de melhor direção e Leandra Leal levou o troféu de melhor atriz na Mostra de Cinema Latino-Americano de Lérida.
No Grande Prêmio do Cinema Brasileiro de 2015, o filme recebeu 12 indicações, incluindo: melhor filme, melhor direção, melhor atriz para Leandra Leal e Fabiula Nascimento, melhor ator para Milhem Cortaz, melhor atriz coadjuvante para Thalita Carauta, melhor roteiro original, melhor fotografia, melhor montagem, melhor maquiagem, melhor som e melhor direção de arte. Se saiu vencedor em sete categorias, incluindo melhor atriz para Leandra Leal e melhor atriz coadjuvante para Thalita Carauta.
No Prêmio Guarani de Cinema Brasileiro de 2015, o filme também liderou indicações com o total de 13 nomeações, sendo vencedor em sete delas, incluindo melhor filme, melhor direção, melhor atriz para Leandra Leal e melhor atriz coadjuvante para Fabiula Nascimento. O filme foi indicado na categoria Melhor Filme Ibero-Americano no Prémios Ariel. Leandra Leal ainda foi premiada com o Prêmio Ibero-Americano de Cinema Fênix de Melhor Atriz. Ela também foi indicada ao Prêmio Platino de Melhor Atriz.
| Ano  | Associações                                      | Categoria                                   | Recipiente(s)                                        | Resultado | Ref. |
| ---- | ------------------------------------------------ | ------------------------------------------- | ---------------------------------------------------- | --------- | ---- |
| 2013 | Festival Internacional de Cinema de San Sebatián | Horizontes Latinos                          | O Lobo Atrás da Porta                                | Venceu    |      |
| 2013 | Festival do Rio                                  | Melhor Filme                                | O Lobo Atrás da Porta                                | Venceu    |      |
| 2013 | Festival do Rio                                  | Melhor Atriz                                | Leandra Leal                                         | Venceu    |      |
| 2013 | Zurich Film Festival                             | Melhor Filme                                | O Lobo Atrás da Porta                                | Indicado  |      |
| 2013 | Festival de Cinema de Havana                     | Melhor Filme                                | O Lobo Atrás da Porta                                | Venceu    |      |
| 2014 | Festival de Cinema de Lima                       | Melhor Atriz                                | Leandra Leal                                         | Venceu    |      |
| 2014 | Festival de Cinema de Lima                       | Melhor Ator                                 | Milhem Cortaz                                        | Venceu    |      |
| 2014 | Guadalajara International Film Festival          | Melhor Diretor                              | Fernando Coimbra                                     | Venceu    |      |
| 2014 | Jerusalem Film Festival                          | Melhor Primeira Direção Internacional       | Fernando Coimbra                                     | Indicado  |      |
| 2014 | Mostra de Cinema Latino-Americano de Lérida      | Melhor Diretor                              | Fernando Coimbra                                     | Venceu    |      |
| 2014 | Mostra de Cinema Latino-Americano de Lérida      | Melhor Atriz                                | Leandra Leal                                         | Venceu    |      |
| 2014 | Miami Film Festival                              | Melhor Filme                                | O Lobo Atrás da Porta                                | Venceu    |      |
| 2014 | Miami Film Festival                              | Melhor Diretor                              | Fernando Coimbra                                     | Venceu    |      |
| 2014 | Prêmio Ibero-Americano de Cinema Fênix           | Melhor Atriz                                | Leandra Leal                                         | Venceu    |      |
| 2014 | Prêmio Ibero-Americano de Cinema Fênix           | Melhor Edição                               | Karen Akerman                                        | Indicado  |      |
| 2014 | SXSW Film Festival                               | Prêmio da Audiência                         | O Lobo Atrás da Porta                                | Indicado  |      |
| 2014 | Festival de Marseilles                           | Melhor Atriz                                | Leandra Leal                                         | Venceu    |      |
| 2015 | Prêmio ABC de Cinematografia                     | Melhor Fotografia de Longa-metragem         | Lula Carvalho                                        | Venceu    |      |
| 2015 | Prêmio ABC de Cinematografia                     | Melhor Montagem                             | Karen Akerman                                        | Venceu    |      |
| 2015 | Prêmio ABC de Cinematografia                     | Melhor Som                                  | Vampiro e Ricardo Cutz                               | Indicado  |      |
| 2015 | Prêmio ABC de Cinematografia                     | Melhor Direção de Arte                      | Tiago Marques Teixeira                               | Indicado  |      |
| 2015 | Grande Prêmio do Cinema Brasileiro               | Melhor Filme                                | O Lobo Atrás da Porta                                | Venceu    |      |
| 2015 | Grande Prêmio do Cinema Brasileiro               | Melhor Diretor                              | Fernando Coimbra                                     | Venceu    |      |
| 2015 | Grande Prêmio do Cinema Brasileiro               | Melhor Atriz                                | Fabiula Nascimento                                   | Indicado  |      |
| 2015 | Grande Prêmio do Cinema Brasileiro               | Melhor Atriz                                | Leandra Leal                                         | Venceu    |      |
| 2015 | Grande Prêmio do Cinema Brasileiro               | Melhor Ator                                 | Milhem Cortaz                                        | Indicado  |      |
| 2015 | Grande Prêmio do Cinema Brasileiro               | Melhor Atriz Coadjuvante                    | Thalita Carauta                                      | Venceu    |      |
| 2015 | Grande Prêmio do Cinema Brasileiro               | Melhor Roteiro Original                     | Fernando Coimbra                                     | Venceu    |      |
| 2015 | Grande Prêmio do Cinema Brasileiro               | Melhor Fotografia                           | Lula Carvalho                                        | Venceu    |      |
| 2015 | Grande Prêmio do Cinema Brasileiro               | Melhor Montagem                             | Karen Akerman                                        | Venceu    |      |
| 2015 | Grande Prêmio do Cinema Brasileiro               | Melhor Maquiagem                            | Auri Mota, David Martí, Montse Ribé e Stephen Murphy | Indicado  |      |
| 2015 | Grande Prêmio do Cinema Brasileiro               | Melhor Som                                  | Vampiro e Ricardo Cutz                               | Indicado  |      |
| 2015 | Grande Prêmio do Cinema Brasileiro               | Melhor Direção de Arte                      | Tiago Marques Teixeira                               | Indicado  |      |
| 2015 | Prêmio Guarani de Cinema Brasileiro              | Melhor Filme                                | O Lobo Atrás da Porta                                | Venceu    |      |
| 2015 | Prêmio Guarani de Cinema Brasileiro              | Melhor Diretor                              | Fernando Coimbra                                     | Venceu    |      |
| 2015 | Prêmio Guarani de Cinema Brasileiro              | Melhor Atriz                                | Leandra Leal                                         | Venceu    |      |
| 2015 | Prêmio Guarani de Cinema Brasileiro              | Melhor Ator                                 | Milhem Cortaz                                        | Indicado  |      |
| 2015 | Prêmio Guarani de Cinema Brasileiro              | Melhor Atriz Coadjuvante                    | Fabiula Nascimento                                   | Venceu    |      |
| 2015 | Prêmio Guarani de Cinema Brasileiro              | Melhor Atriz Coadjuvante                    | Thalita Carauta                                      | Indicado  |      |
| 2015 | Prêmio Guarani de Cinema Brasileiro              | Melhor Ator Coadjuvante                     | Juliano Cazarré                                      | Indicado  |      |
| 2015 | Prêmio Guarani de Cinema Brasileiro              | Melhor Roteiro Original                     | Fernando Coimbra                                     | Venceu    |      |
| 2015 | Prêmio Guarani de Cinema Brasileiro              | Melhor Fotografia                           | Lula Carvalho                                        | Indicado  |      |
| 2015 | Prêmio Guarani de Cinema Brasileiro              | Melhor Montagem                             | Karen Akerman                                        | Venceu    |      |
| 2015 | Prêmio Guarani de Cinema Brasileiro              | Melhor Música                               | Ricardo Cutz                                         | Indicado  |      |
| 2015 | Prêmio Guarani de Cinema Brasileiro              | Melhor Som                                  | Vampiro e Ricardo Cutz                               | Indicado  |      |
| 2015 | Prêmio Guarani de Cinema Brasileiro              | Melhor Elenco                               | Alessandra Tosi                                      | Venceu    |      |
| 2015 | CinEuphoria Awards                               | Melhor Diretor - Competição Internacional   | Fernando Coimbra                                     | Indicado  |      |
| 2015 | Festival SESC Melhores Filmes                    | Melhor Filme                                | O Lobo Atrás da Porta                                | Venceu    |      |
| 2015 | Festival SESC Melhores Filmes                    | Melhor Diretor                              | Fernando Coimbra                                     | Venceu    |      |
| 2015 | Festival SESC Melhores Filmes                    | Melhor Atriz                                | Leandra Leal                                         | Venceu    |      |
| 2015 | Festival SESC Melhores Filmes                    | Melhor Atriz (voto popular)                 | Leandra Leal                                         | Venceu    |      |
| 2015 | Festival SESC Melhores Filmes                    | Melhor Roteiro                              | Fernando Coimbra                                     | Venceu    |      |
| 2015 | Prêmio Fiesp/Sesi de Cinema                      | Melhor Filme de Ficção                      | O Lobo Atrás da Porta                                | Indicado  |      |
| 2015 | Prêmio Fiesp/Sesi de Cinema                      | Melhor Atriz                                | Leandra Leal                                         | Venceu    |      |
| 2015 | Prêmio Fiesp/Sesi de Cinema                      | Melhor Atriz Coadjuvante                    | Fabiula Nascimento                                   | Indicado  |      |
| 2015 | Prêmio Fiesp/Sesi de Cinema                      | Melhor Roteiro                              | Fernando Coimbra                                     | Indicado  |      |
| 2015 | Prêmio Fiesp/Sesi de Cinema                      | Melhor Direção de Arte                      | Tiago Marques Teixeira                               | Indicado  |      |
| 2015 | Prêmio Fiesp/Sesi de Cinema                      | Melhor Trilha Sonora                        | Ricardo Cutz                                         | Indicado  |      |
| 2015 | Prêmio Platino de Cinema Ibero-Americano         | Melhor Atriz                                | Leandra Leal                                         | Indicado  |      |
| 2016 | Directors Guild of America Award                 | Melhor Diretor Estreiante em Longa-metragem | Fernando Coimbra                                     | Indicado  |      |
| 2016 | Prémio Ariel                                     | Melhor Filme Ibero-Americano                | O Lobo Atrás da Porta                                | Indicado  |      |